# Siwka Kałuska
Siwka Kałuska (ukr. Сівка-Калуська) – wieś na Ukrainie, w  obwodzie iwanofrankiwskim, w rejonie kałuskim. Przed 1939 r, wieś w województwie stanisławowskim. W obszarze wsi znajduje się przedwojenna miejscowość Ugartsthal.

## Położenie
Wieś leży 7 km. na zachód Kałusza, na północ od m. Wierzchnia, na zachód od wsi Kropiwnik.
Wieś Ugartsthal została założona przez niemieckich osadników w 1784 r. w ramach kolonizacji józefińskiej. Większość osadników pochodziła z Palatynatu, Hesji, Wirtembergii, Badenii i Lotaryngii.
W 1788 r. został pobudowany kościół ewangelicki, który spłonął w czasie wojny. Do dziś można oglądać ruiny cmentarza parafialnego. Parafia obejmowała miejscowości: Ugartsthal, Landestreu, Kałusz, Nowa Dolina, Engelsberg, gmina Wełdzirz: Wełdzirz, Stanisławów, Powiat bohorodczański: Bohorodczany, Horocholina, Grabowiec, Sołotwina, gmina Nowica: Nowica, gmina Łdziany: Petranka, Krasna. W późnych latach 30. XX wieku władze polskie zmieniły nazwę wsi na Tespowo. Większość niemieckich mieszkańców wyjechała w styczniu 1940 r. na mocy porozumienia ze Związkiem Radzieckim. W latach 30. XX wieku nazwę Ugartsthal zmieniono na Tespowo, od skrótu TESP (Towarzystwo Eksploatacji Soli Potasowej, kopalni soli potasowej w Kałuszu).

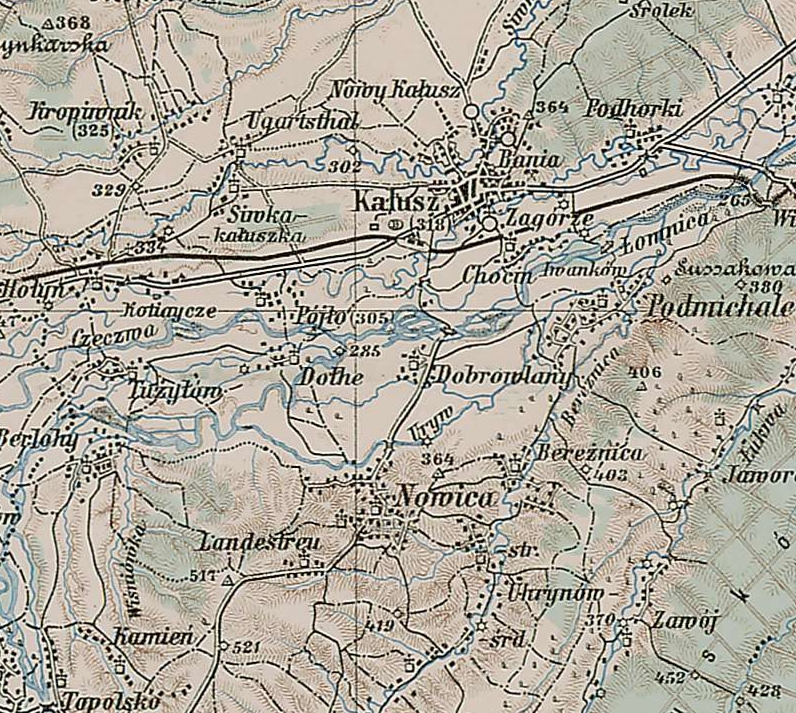
Wieś na mapie z 1889 r.